# Bouandas
Bouandas (în arabă بوعنداس) este o comună din provincia Sétif, Algeria.
Populația comunei este de 16.966 de locuitori (2008).